# Canton de Rennes-Nord-Est
Le canton de Rennes-Nord-Est est un ancien canton français situé dans le département d'Ille-et-Vilaine et la région Bretagne.

## Composition

### Avant 1973
Le canton était dans Rennes limité au sud par la Vilaine et à l'ouest par les rues d'Orléans, Le Bastard et d'Antrain. Il regroupait : Betton,Montgermont, La Chapelle-des-Fougeretz, Saint-Grégoire, Gévezé, Montreuil-le-Gast, Thorigné, et une partie de Rennes.

### De 1985 à 2015

Rennes découpée en cantons. Les points sont les bureaux de vote.

Le canton comprenait une fraction de Rennes, principalement le quartier de Maurepas qui s'étend entre l'avenue du Général-Patton, la rue de Fougères et les limites de la commune avec Cesson-Sévigné et Betton.

## Histoire
- Créé au XIXe siècle, le canton de Rennes-Nord-Est est supprimé par le décret du 23 juillet 1973 réorganisant les quatre cantons de Rennes en dix cantons[1].
- À l'origine, il était composé des communes de Thorigné, Montgermont, Saint-Grégoire, Betton, La Chapelle-des-Fougeretz, Gévezé, Montreuil-le-Gast, et d'une partie de Rennes
- Il est recréé par le décret du 16 janvier 1985 renommant le canton de Rennes-V[2].
- Il est supprimé par le redécoupage cantonal de 2014[3].

## Représentation

### Conseillers généraux de 1833 à 1973
| Période                                  | Période          | Identité                               | Étiquette                | Qualité |
| ---------------------------------------- | ---------------- | -------------------------------------- | ------------------------ | --- |
| 1833                                     | 1836             | Joseph Marie Eusèbe Bertin (1774-1839) |                          | Médecin, conseiller municipal de Rennes |
| 1836                                     | 1836 (démission) | Fidèle-Marie Gaillard de Kerbertin     | Majorité ministérielle   | Premier président de la cour royale de Rennes, député (1830-1842), président du conseil général ; élu en 1836, il choisit de rester conseiller général du canton de Châteauneuf et du canton de Pleurtuit |
| 1836                                     | 1845             | Louis Bourdet                          | Orléaniste               | Notaire honoraire commandant la garde nationale de Saint-Malo, élu en 1845 dans le canton de Châteauneuf et le canton de Pleurtuit                                                                        |
| 1845                                     | 1853 (démission) | Emmanuel Jean Pontgérard               | Droite                   | Négociant, maire de Rennes (1843-1853), représentant du peuple (1849-1851, 1852-1853), président du conseil général                                                                                       |
| 1853                                     | 1867             | Auguste-Marie Le Tarouilly             |                          | Président de la chambre de commerce, adjoint au maire de Rennes |
| 1867                                     | 1871             | Emmanuel Jean Pontgérard               | Bonapartiste             | Maire de Rennes (1843-1853) |
| 1871                                     | 1877             | Joseph Grallan                         | Républicain              | Médecin, maire de Saint-Grégoire (1863-1873) |
| 1877                                     | 1891 (décès)     | Edgar Le Bastard                       | Républicain              | Industriel, sénateur (1879-1888), maire de Rennes (1880-1889) |
| 1892                                     | 1897 (décès)     | Vincent Morcel                         | Républicain              | Premier adjoint au maire de Rennes, maire de 1892 à 1897 |
| 1898                                     | 1907             | Eugène Brager de La Ville-Moysan       | Conservateur             | Avocat, sénateur (1904-1933) |
| 1907                                     | 1925 (démission) | Louis Deschamps                        | Républicain puis Radical | Avocat, député (1913-1924), sous-secrétaire d'État (1919 et 1920), conseiller municipal de Rennes |
| 1925                                     | 1931             | Armand Le Douarec                      | PDP                      | Avoué à Rennes, député (1924-1928) |
| 1931                                     | 1937             | Prudent Porée                          | PRS-Rad.                 | Médecin à Rennes |
| 1937                                     | 1940             | Paul Robert                            | Ind.                     | Commissaire-priseur, conseiller d'arrondissement |
|                                          |                  |                                        |                          | |
| 1945                                     | 1958             | Paul Robert                            | DVD-RPF puis RI          | Sénateur (1948-1959) |
| 1958                                     | 1973             | Henri Fréville                         | MRP puis CD              | Professeur, député (1958-1968), sénateur (1971-1980), maire de Rennes (1953-1977), président du conseil général (1966-1976)                                                                               |
| Les données manquantes sont à compléter. |                  |                                        |                          | |

### Conseillers généraux du canton de Rennes-V (de 1973 à 1985)
| Période | Période | Identité              | Étiquette   | Qualité |
| ------- | ------- | --------------------- | ----------- | --- |
| 1973    | 1976    | Henri Fréville        | MRP puis CD | Professeur, Député (1958-1968), Sénateur (1971-1980), Maire de Rennes (1953-1977), Président du Conseil général (1966-1976) |
| 1976    | 1985    | Jean-Michel Boucheron | PS          | Assistant d'économie, Député (1981-2012)                                                                                    |

### Conseillers généraux de Rennes-Nord-Est de 1985 à 2015
| Période | Période | Identité              | Étiquette | Qualité |
| ------- | ------- | --------------------- | --------- | --- |
| 1985    | 1994    | Jean-Michel Boucheron | PS        | Assistant d'économie, député (1981-2012), conseiller régional (1998-2002), membre du conseil municipal de Rennes (1977-2014)                     |
| 1994    | 2001    | Régine Brissot        | UDF       | Professeur au centre hospitalier régional, conseillère municipale de Rennes (1995-2008)                                                          |
| 2001    | 2015    | Yves Préault          | PS        | Secrétaire d'administration scolaire et universitaire, adjoint au maire de Rennes (1989-2008), membre du conseil municipal de Rennes (1983-2014) |

### Conseillers d'arrondissement (de 1833 à 1940)
| Période                                  | Période | Identité          | Étiquette           | Qualité |
| ---------------------------------------- | ------- | ----------------- | ------------------- | --- |
| 1833                                     | 1842    | M. Richelot       |                     | Professeur en droit, Rennes                                                                                 |
|                                          |         |                   |                     | |
| 1904                                     | 1910    | Léon Lejeune      | Libéral             | Bâtonnier de l'Ordre des avocats, adjoint au maire de Rennes                                                |
| 1910                                     | 1919    | Charles Langelier | Radical             | Adjoint au maire de Rennes                                                                                  |
| 1919                                     | 1928    | M. Lemaître       | Radical             | Conseiller municipal de Rennes                                                                              |
| 1928                                     | 1937    | Paul Robert       | Républicain libéral | Commissaire-priseur à Rennes                                                                                |
| 1937                                     | 1940    | Pierre Fayer      | Union nationale     | Propriétaire, ancien négociant à Rennes                                                                     |
| 1940                                     |         |                   |                     | Les conseils d'arrondissement ont été suspendus par la loi du 12 octobre 1940 et n'ont jamais été réactivés |
| Les données manquantes sont à compléter. |         |                   |                     | |

## Démographie
| 1990   | 1999   | 2006   | 2011   | 2012   |
| ------ | ------ | ------ | ------ | ------ |
| 18 833 | 18 224 | 18 049 | 18 534 | 18 225 |